# I. e. 720-as évek
Évszázadok: i. e. 9. század – i. e. 8. század – i. e. 7. század
Évtizedek: i. e. 770-es évek – i. e. 760-as évek – i. e. 750-es évek – i. e. 740-es évek – i. e. 730-as évek – i. e. 720-as évek – i. e. 710-es évek – i. e. 700-as évek – i. e. 690-es évek – i. e. 680-as évek – i. e. 670-es évek
Évek: i. e. 729 – i. e. 728 – i. e. 727 – i. e. 726 – i. e. 725 – i. e. 724 – i. e. 723 – i. e. 722 – i. e. 721 – i. e. 720

## Események
- V. Sulmánu-asarídu kora, aki Ulúlaju néven babiloni király

## Híres személyek
- III. Tukulti-apil-ésarra
- V. Sulmánu-asarídu
- II. Sarrukín
- Ézsaiás próféta működése